# Thompsonella nellydiegoae
Thompsonella nellydiegoae är en fetbladsväxtart som beskrevs av P.Carrillo och Perez-calix. Thompsonella nellydiegoae ingår i släktet Thompsonella och familjen fetbladsväxter. Inga underarter finns listade i Catalogue of Life.